# Yuen Chau Kok
Yuen Chau Kok är en udde i Hongkong (Kina). Den ligger i den norra delen av Hongkong.
Terrängen inåt land är kuperad.  Centrala Hongkong ligger 11,7 km söder om Yuen Chau Kok. I omgivningarna runt Yuen Chau Kok växer i huvudsak städsegrön lövskog.